# Sympiesis crinita
Sympiesis crinita är en stekelart som beskrevs av Storozheva 1981. Sympiesis crinita ingår i släktet Sympiesis och familjen finglanssteklar.
Artens utbredningsområde är Turkmenistan. Inga underarter finns listade i Catalogue of Life.